# Stephanogorgia diomedea
Stephanogorgia diomedea is een zachte koraalsoort uit de familie Chrysogorgiidae. De koraalsoort komt uit het geslacht Stephanogorgia. Stephanogorgia diomedea werd in 1976 voor het eerst wetenschappelijk beschreven door Bayer & Muzik.